# 三乘
三乘，佛教術語。“乘”即是交通工具，“三乘”是佛教所認為的三种解脫生死的交通工具，象征运载众生渡越生死到涅槃彼岸的三种法门。其根据众生的根机而对应为声闻乘、缘觉乘、菩萨乘三种教法。

## 概述
- 声闻乘，即听闻佛或佛弟子声教，以四聖諦而得悟道，故称声闻。因此修四念處[2]知十二因緣[3]，覺悟四聖諦：苦、集、滅、道[4]。大乘《妙法蓮華經》以羊車喻[5]。
- 獨覺乘，又作辟支佛乘、緣覺乘，生在無佛教時代，以修四念處[2]、始观无明乃至老死，次观无明灭乃至老死灭，由此因缘生灭，即悟無明滅則十二因缘滅[6]，無師自悟四聖諦[4]，故稱獨覺。大乘《妙法蓮華經》以鹿車喻[7]。。
- 菩萨乘，又作大乘、佛乘、如来乘。菩薩必須發無上菩提心，主修六波羅蜜，次修四念處[2] 、四聖諦 等才能成佛[4]，大乘佛教認為菩薩必須求无上菩提，愿度一切众生，修六度万行。大乘《妙法蓮華經》以牛車喻[8]。
- 三乘次第： 如聲聞乘中，初說布施、次持戒、次生天、次五欲過患、次在家苦惱、次出家利樂、次說苦諦、次集諦、次滅諦、次道諦、次須陀洹果、次斯陀含果、次阿那含果、次阿羅漢果、次不壞解脫、次說諸無礙。
- 辟支佛乘中亦說：我、我所物，多有過患、捨此過患之物得大利益；在家為過惡、出家為利益；次眾鬧亂語為過惡、獨行為善利；聚落為過惡、阿練若處為善利；厭離多欲多事、樂於少欲少事；守護諸根、飲食知節、初夜後夜隨時覺悟、觀緣取相、樂住空舍、貴於持戒禪定智慧，不現奇異令他歡喜，但自利益樂於深法、不隨他智。
- 如大乘中次第者，初說檀波羅蜜、次尸羅波羅蜜、羼提波羅蜜、毘梨耶波羅蜜、禪波羅蜜、般若波羅蜜。
- 十住毘婆沙論-卷15

大乘的某些經論認為聲聞種性，急於解脫三界生死輪迴苦，僅涅槃前利益少數有情眾生故，修行声闻乘（羊車）、缘觉乘（鹿車）者，故稱小乘，其修行系统亦被某部份大乘佛教界貶稱為小乘佛教；菩萨乘則兼顾自利、利他，發菩提願，永不入無餘涅槃，盡未來際利益無量無數有情眾生，如《妙法蓮華經》牛車喻，因而自稱大乘，故为大乘佛教。但同時亦說明，雖謂“大乘”、“小乘”，卻是相對而說，是根據受眾根基而設，因此俱應受各自尊重，《妙法蓮華經》中佛還說“无所谓大小二乘，也无所谓声闻、缘觉、菩萨三乘”。